# 長沼スクール

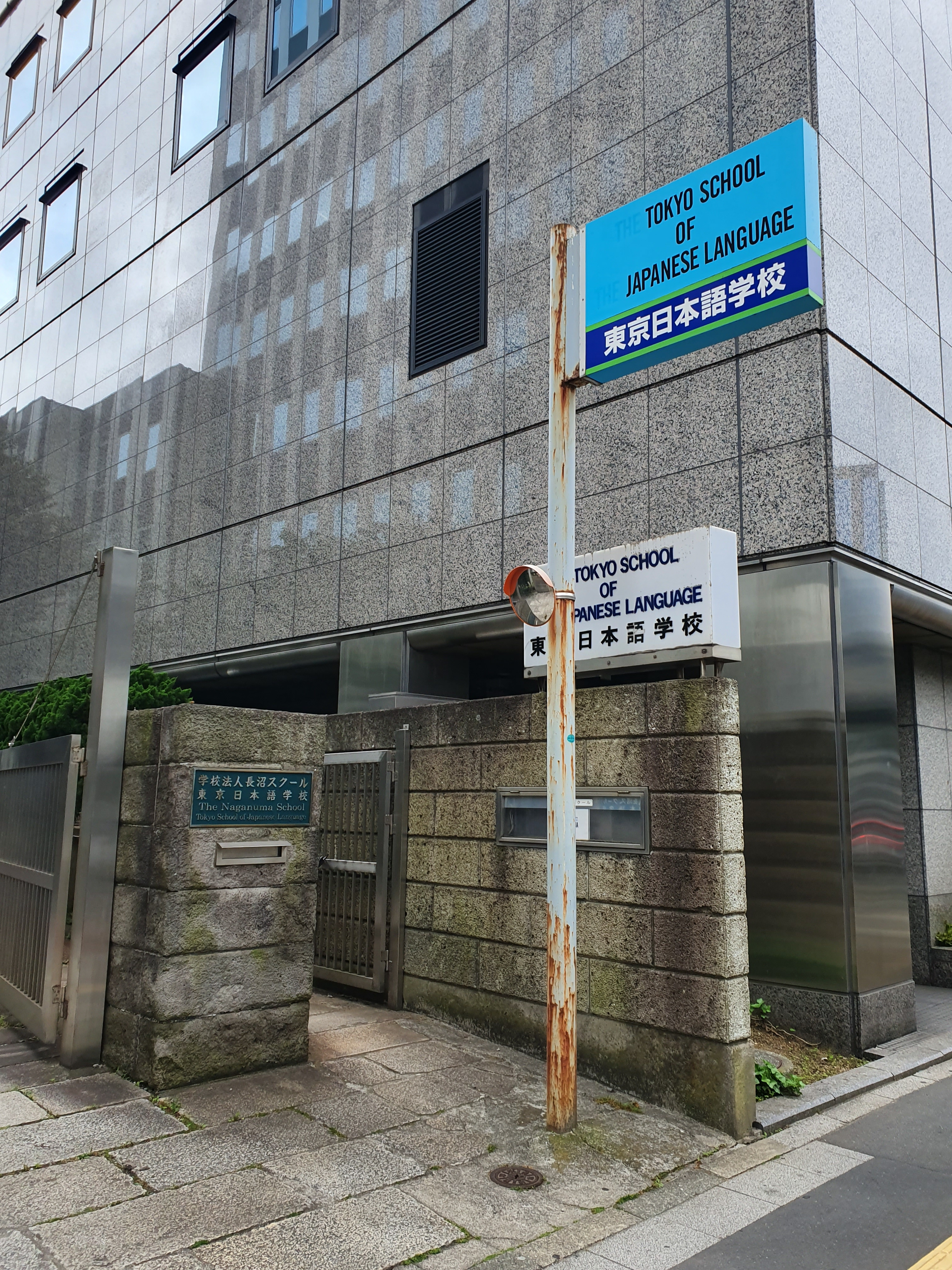
渋谷区南平台町にある長沼スクール東京日本語学校

長沼スクール（ながぬまスクール）は1948年に創設された日本語学校である。1948年から2009年3月は「財団法人言語文化研究所附属東京日本語学校」として、その後法人格変更に伴い、2009年4月からは「学校法人長沼スクール」となった。長沼スクール創立者の長沼直兄は1923年から在日米国大使館の日本語教官であったが、学習者たちの間でその教室は長沼スクール(The NAGANUMA School)と呼ばれていた。2009年の「学校法人長沼スクール」で初めてその愛称が正式名称となった。東京都渋谷区南平台町16-26にある。

## 「財団法人言語文化研究所附属東京日本語学校」時代
1948年4月〜2009年3月
長沼直兄が理事を務めていた日本語教育振興会は1946年に解散されるが、同時にその財産と業務の一部を引き継ぐ形で財団法人言語文化研究所 が設立された。そして、宣教師や駐留軍の要請を受け、1948年4月に附属東京日本語学校（通称：長沼スクール）が開設され、長沼直兄が校長になった。この頃の学習者は主として欧米人宣教師や米国大使館、駐留軍の関係者だった。

### 年表
- 1946年 [4]
  - 日本語と世界各言語とその文化の研究と教育を行うことを目的とした「言語文化研究所」設立
  - 長沼直兄、理事長に就任(3.28)
- 1948年
  - 米国大使館が作成費用を負担し、『改訂版標準日本語讀本 巻一〜八』刊行
  - 「附属東京日本語学校」を千代田区神田三崎町の日本基督教団三崎町教会内に開校(4.12)
- 1949年 - 東京日本語学校、東京都より各種学校の認可を受ける
- 1952年 - 渋谷区南平台町の現在地に新校舎完成、移転(6月)
- 1962年 - 開校15周年。スピーチ・コンテスト開催
- 1964年 - 長沼直兄、校長を辞任、名誉校長となる
- 1966年 - 長沼記念館完成 (現在の三号館)
- 1973年 - 長沼直兄名誉校長逝去、78歳
- 1978年 - 国際交流基金奨励賞受賞 [5]
- 1980年 - 長沼守人、理事長に就任
- 1987年 - 進学科を新設
- 1989年 - 開校40周年記念シンポジウム開催
- 1995年 - 木造旧校舎を一部取り壊し、新校舎の建設開始
- 1996年 - 新校舎一号館 完成
- 1998年 - 開校50周年記念講演とシンポジウム開催
- 1999年
  - 新校舎二号館完成
  - 進学科が「わが国の大学等に入学するための準備教育を行う課程」として文部省から指定を受ける
- 2002年 - 長沼守人逝去。堀道夫、理事長に就任
- 2009年 - 「財団法人言語文化研究所」の解散と財産の寄付認可

### 『標準日本語讀本』（ナガヌマ・リーダー）
長沼直兄は、1923年に米国大使館の日本語教官となり、米陸海軍の将校は長沼直兄による教育プログラムで日本語を学んだ。長沼直兄は、彼らに対する実践の中から『標準日本語讀本』(全七巻 1931－34)を完成し、教科書として使用した。米軍は戦争中、本国で上記の教科書や教材を無断で複製、使用していた。戦後、彼らは長沼直兄にこのことを詫びて、その埋め合わせに教科書の改訂版やその附属教材の作成費用を支援すると約束した。これを受けて、1948年には『改訂標準日本語讀本] 巻一〜八』が完成、1950年には附属教材も完備して開拓社より市販されるようになった<。この教科書は、日本事情・平安時代や江戸時代の文化・落語・笑い話なども扱われており、内容、文体の豊かさが特長である学習者はこの教科書を「ナガヌマ・リーダー」と呼んでいたこれを使って日本語学習をしたドナルド・キーンも｢これは教科書として傑作です。｣と評価している。

### 教育法「ナガヌマ・メソッド」
東京日本語学校は、「ナガヌマ・メソッド」と呼ばれる教授法を取り入れている。
創立者の長沼直兄が開発した「修正直接法」（通称：ナガヌマ・メソッド）は、(a)媒介語の使用を排除せず、(b)導入や定着練習で「問答法」という発話を促進するための指導技法を用いて、日本語の会話力を伸ばそうとするものである。具体的には；
- 教室内では、日本語のみを使用する。
- 一日45分×4限の授業として、一日の最後の授業に、新しい課の導入がされ、翌日の1.2限にその練習を行う。前日に導入を行い、午後自宅で復習し、翌日2倍の時間をかけて練習することになる。
- 「ティーム・ティーチング」。3人の教師がチームを組んで、それぞれが担任する3クラスを3人がローテーションを組んで教える。1〜3限の授業を順々に各クラスで1コマずつ担当し、4限の授業は1限目のクラスに戻る。チーム内の教師間の学び合いを通じてそれぞれの教師の成長を意図したものであると同時に、学生は3人の教師の日本語に接することになる。[10]
- 「玉手箱」と称する箱があり、教室で導入や練習をする際に使える色紙や長さの違う定規などが入っていた。[11] 紙芝居の箱のような木製であった[12]。
- 1952年以来の木造の校舎時代、教室にはインターフォンがあった。教室での授業の様子がマイクを通して校長に聞こえていて、教師の育成に活用されていた[13]。1995年の木造校舎取り壊しでインターフォンもなくなった[14]。

### 日本語教師養成講習会
1950年8月、日本語教師を目指す人を対象に、「第1回日本語教師養成講習会」が軽井沢分校で開校された。講師は長沼直兄で、受講者は12名であった。この会は1985年まで続けられ、日本語教師養成を目的とする講習会はこの時期これが唯一のもので、ここから多くの日本語教師が巣立った。この講習会はその後、対象者を現職の日本語教師に変更し、指導法や教材作成法についての知識と技能のブラッシュアップを目的に、「夏季集中セミナー」として「学校法人長沼スクール」となった現在も受け継がれている。

### 日本語教師連盟と『たより』
1954年、日本語教師養成講習会の出身者らによる日本語教師連盟が発足し、機関誌『たより』が始まった。この連盟は当時、東京日本語学校内に本部事務所を置き､活動していた。翌年には参加者70名を集めて第1回研究会が開かれ、さらに京浜地方会員の懇親会が催されるなど、当初から連盟会員の交流の場として活発であった。この連盟は、1962年に日本語教育学会ができるまで、日本で唯一の日本語教師の研鑽・情報交換の場であり、教育実践と研究活動としては、戦後日本で最も早く行われたものである。当時は宣教師への個人教授等が多く、数少ない教師が全国に散らばっていたが、そうした教師たちの拠り所として日本語教師連盟の果たした役割は決して小さくない。

### 機関誌『たより』から『日本語教育研究』誌への移行
『たより』は、日本語教師連盟が発行した機関誌で、34号まで刊行され、その後は誌名を『日本語教育研究]』に変え、今日に至っている。
『たより』は名前のとおり、連絡誌でもあり、同窓会誌でもあった。しかしながら、第16号ごろから徐々に教育実践をふまえた研究誌的性格になっていった。教授法や教材に関する講演要旨や解説記事が増え、いわば、誌上研修ができるような構成になっていく。『たより』の後続の誌名は『日本語教育研究]』となるが、まさに教育と研究を結び付けた機関誌名であり、教育実践と研究がリンクされた稀有なものと言える。
『日本語教育研究]』となった今では、日本語教育に関する論文や講座の報告等を掲載し、年に一回発行している。2015年11月時点、第61号まで刊行されている。

## 「学校法人長沼スクール」時代

### 学校法人長沼スクールの誕生 ―財団法人から学校法人への移行―
2009年4月〜現在
公益法人制度改革関連3法により、財団法人から学校法人へと移行し、「学校法人長沼スクール」となった。通称であり、愛称であった「長沼スクール」が正式名となった。
学校法人化から2年後の2011年には、未曽有の大震災に見舞われ、学生数の激減、教職員の給与削減等、厳しい現実に直面した。しかし、この機に乗じて組織・制度・雇用の再構築を含む抜本的な意識改革・構造改革を行い、大きな困難を乗り越えた。
その後は、「世界一の日本語学校」を目指し、「学生の満足」を第一に、教育の質の向上、教師力・人間力の向上、ICT化、外部発信、教職員の労働環境整備に邁進している。

### 年表
- 2009年 - 「財団法人言語文化研究所附属東京日本語学校」から「学校法人長沼スクール」となる(4月)
- 2010年
  - 長沼一彦、理事長に就任(5月)
  - 学生寮の川崎寮の開設と武蔵小杉寮の建替え
  - ビジネス日本語科新設
- 2011年
  - 3.11東日本大震災が発生し、学生数が大幅減少
  - 大学院進学コース新設、進路指導室新設
  - 小島美智子、校長に就任(9月)
  - 学生相談室、ITサポート室新設
  - 初級オリジナル教科書『いつでもどこでも日本語Ⅰ、Ⅱ』刊行
- 2012年
  - 海外で「ナガヌマのビジネス日本語クラス」を開講(香港9月開始、台北2014年7月開始)
  - 『いつでもどこでも日本語Ⅰ、Ⅱ』の台湾版 『隨時隨地學日語1、2、3』を台湾にて刊行
- 2013年 - 学生数は2011年の原発事故で減少したものの、2013年には震災前のレベルに戻る
- 2014年
  - ハノイに分校を設立(3月)
  - 学校の公式ＨＰをリニューアル(6月) 多言語に対応
  - 日本語教師集中セミナーを、夏期に加えて、春、秋にも開講する
  - ワシントンD.C.に、駐在員事務所を開設
  - ワシントンD.C.日米協会主催「全米ジャパン・ボウル」にスポンサーとして参加
  - 国際交流基金主催「日本語フェスティバル」(ベトナム・ハノイにて開催)に協賛し、上位入賞者に「長沼スクール賞」(日本研修旅行)を贈呈
- 2015年
  - 長沼スクールのロゴマークを作成
  - George Washington 大学はじめ米国東部著名大学主催の「J-Live Talk 2015!(スピーチ大会)」(ワシントンDCにて開催)に協賛し、優勝者に「金賞」(日本での集中研修)を贈呈[21]
- 2016年 - ICT推進室を新設